# Wapen van Aalsmeer
Het wapen van Aalsmeer werd op 26 juni 1816 aan de Noord-Hollandse gemeente Aalsmeer toegekend. Het wapen is sindsdien in ongewijzigde vorm in gebruik gebleven. De gemeente zelf voert een aangepaste, uitgebreidere, vorm van het wapen.

## Blazoenering
De blazoenering van het wapen luidt als volgt:
Een veld van lazuur beladen met een klimmende leeuw van keel houdende een aal in deszelfs voorpoten.
Het schild is blauw van kleur met daarop een rode klimmende leeuw. De leeuw houdt in zijn voorpoten een aal van natuurlijke kleur vast. Omdat het schild blauw is en de leeuw rood, is het wapen een raadselwapen: rood en blauw zijn in de heraldiek kleuren die niet op elkaar geplaatst mogen worden. Daarnaast is het wapen eveneens een sprekend wapen vanwege de aal die door de leeuw vastgehouden wordt.
De gemeente zelf voert bij het wapen ook nog een motto: RETINE QUOD HABES (Behoud wat gij hebt).

## Geschiedenis
Het wapen werd op 26 juni 1816 per Koninklijk Besluit aan de gemeente toegekend. Vermoedelijk is de leeuw de leeuw van het Graafschap Holland, de heerlijkheid Aalsmeer behoorde tot dat graafschap. Sindsdien is het wapen in ongewijzigde vorm bij de gemeente in gebruik gebleven.

## Gebruik van het wapen
Enkele voorbeelden van gebruik van het wapen in de openbare ruimte in Aalsmeer:

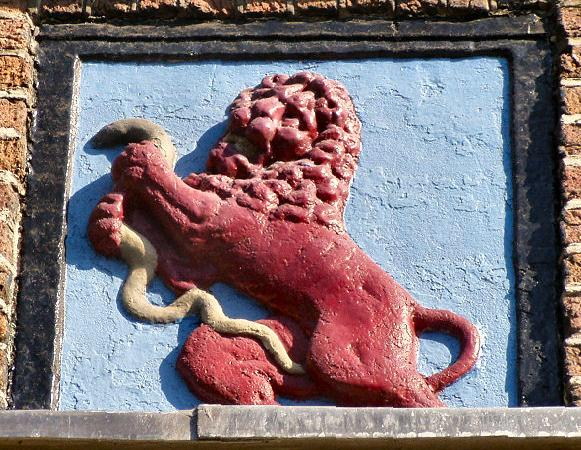
Gevelsteen in het Oude Raadhuis aan de Dorpsstraat
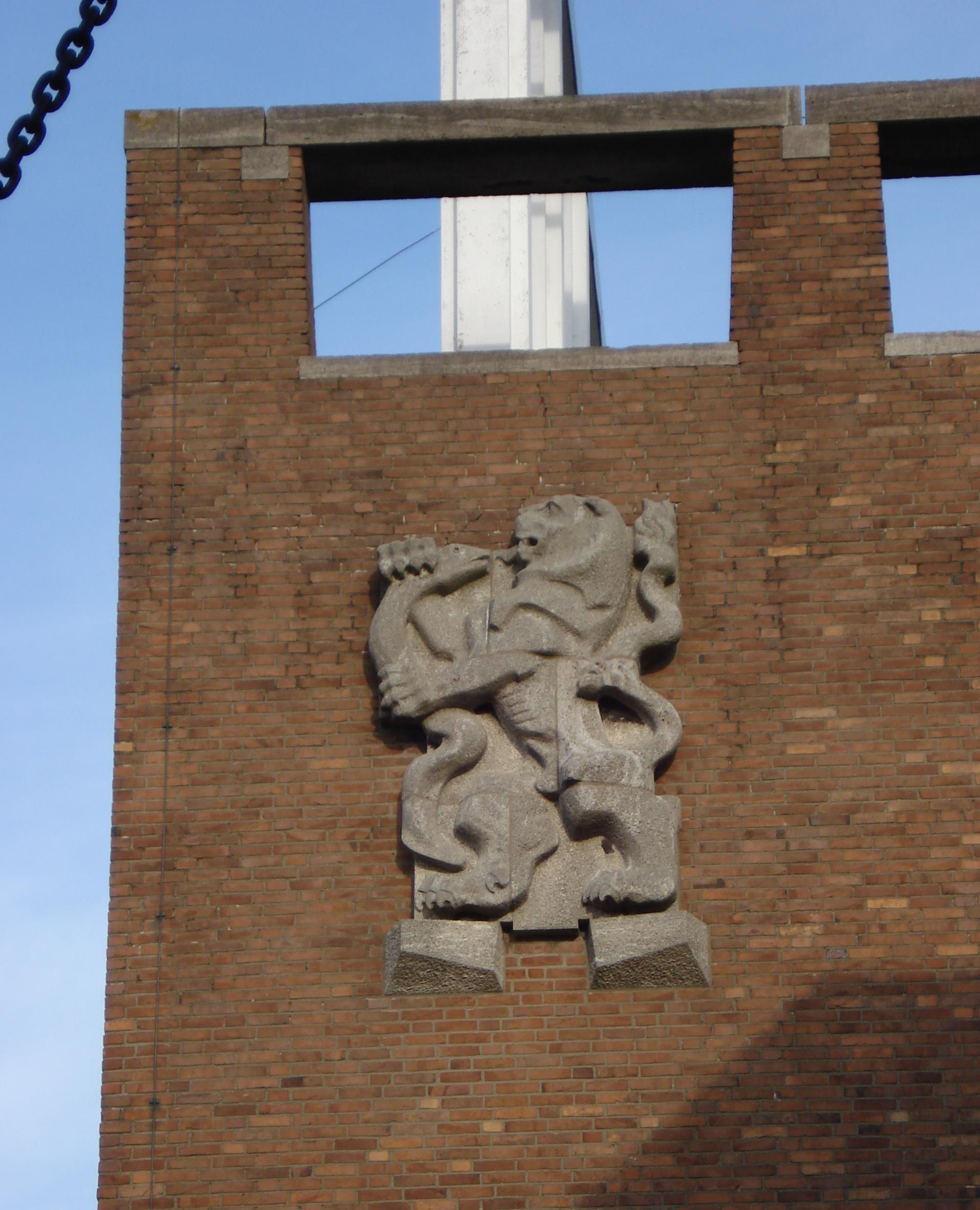
Reliëf van JW Rädecker aan het (nieuwe) Raadhuis (1962)